# Masa joviana

Tamaño estimado relativo del planeta Júpiter y las enanas marrones Gliese 229B y Teide 1.

La masa joviana o masa de Júpiter (MJ) es una unidad de medida utilizada en astronomía y astrofísica para medir comparativamente la masa de las estrellas y otros objetos astronómicos muy masivos como galaxias. Es igual a la masa de Júpiter.
La masa de Júpiter es de alrededor de (1,89813±0,00019) ×1027 kg, lo que corresponde a una masa joviana, es decir, 1 MJ.
La masa solar equivale a 1.047,348644±0,000017 masas jovianas (MJ)
Los exoplanetas más masivos se describen típicamente en términos de masas de Júpiter ya que esto proporciona una escala conveniente para la comparación. Un planeta de masa de Júpiter a una distancia orbital de 1 UA de una estrella como el Sol produce un desplazamiento de amplitud de 28 m/s, que es detectable con la tecnología actual. Los planetas que son más fácilmente detectables a través de mediciones de velocidad radial tienen una masa elevada y órbitas cercanas. Esto produce un efecto de selección para los planetas de la masa de Júpiter. Del mismo modo, la masa de Júpiter o planetas superiores son más propensos a ser detectados a través de otros medios, tales como tránsitos o microlentes.
Un planeta con una masa de Júpiter puede no tener las mismas dimensiones.
En el sistema solar, las masas de los planetas exteriores se pueden incluir en la masa de Júpiter.
- Júpiter - 1,000
- Saturno - 0,299
- Urano - 0,046
- Neptuno - 0,054

Una masa de Júpiter se puede convertir en unidades relacionadas:
- 25.839 Masa Lunar  (ML)
- 317,83 Masa de la Tierra (M⊕)[4]
- 0.0009546 Masa Solar (Ms)